# Fontaine de Mars
La fuente de Marte, también llamada fuente de Gros-Caillou, es una fuente del siglo VII Distrito de París, Francia.

## Historia
Fue construida entre 1806 y 1808 sobre los planos del ingeniero François-Jean Bralle. Sus bajorrelieves esculpidos son de Pierre-Nicolas Beauvallet, alumno de Augustin Pajou. Primero se llamó Fontaine du Gros Caillou. Originalmente, el agua provenía de la bomba contra incendios de Gros-Caillou.
En 1859 se construyó la plaza porticada que la rodea.
Al pie de la fuente, un mojón indica el nivel alcanzado por las aguas del Sena durante su crecida de 1910; el lecho del río se encuentra a 570 m.
La fuente fue catalogada como monumento histórico en 1926.

## Descripción

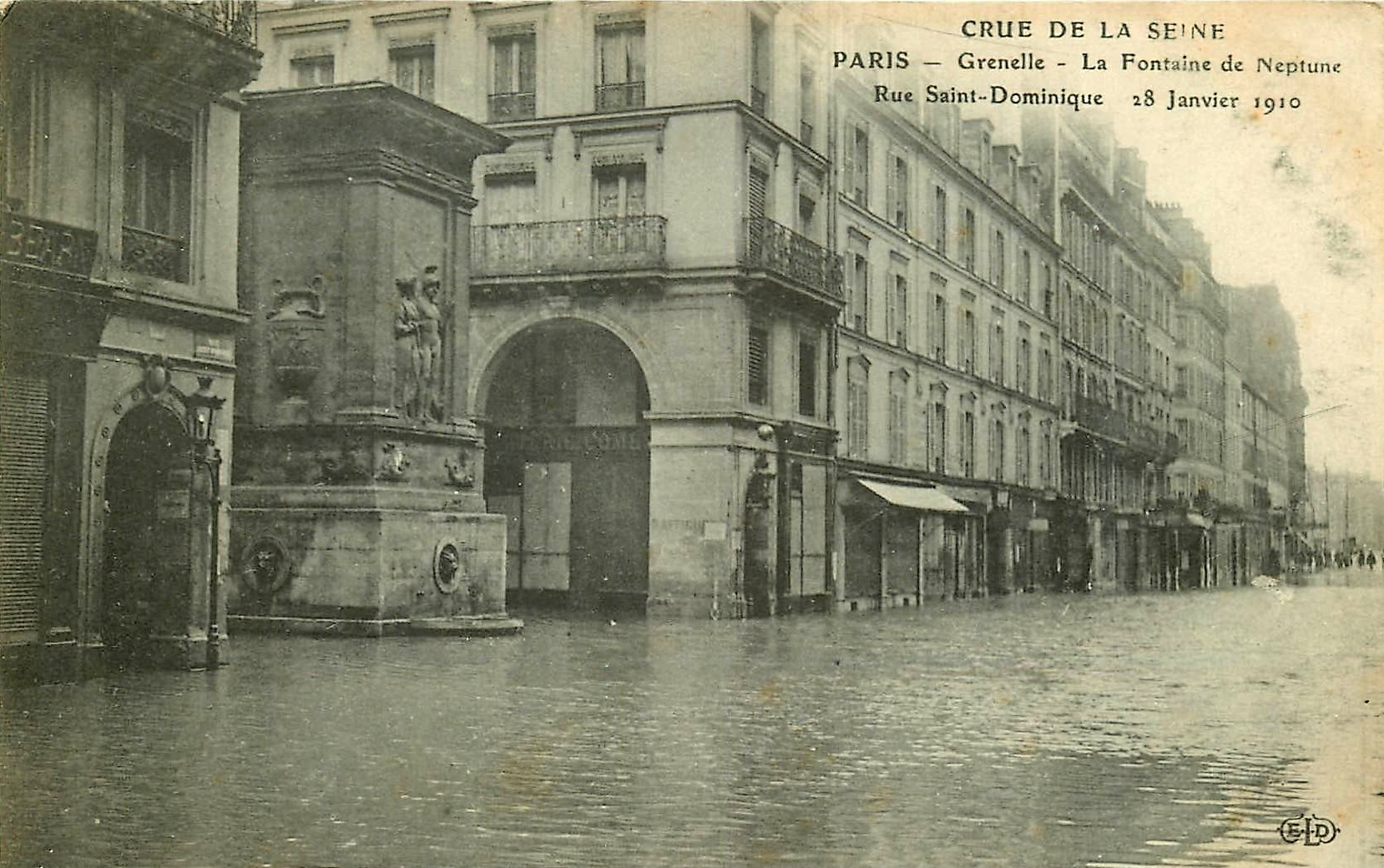
La fuente (aquí incorrectamente llamada Fuente de Neptuno) durante la inundación del Sena de 1910 en una postal.

Ocupa el centro de una plaza, entre 129 y 131, rue Saint-Dominique, en el 7 . de París, frente al 112. Rue de l'Exposition conduce a esta pequeña plaza, al sur.
Es un neoclásica. Toma la forma de un importante macizo de base cuadrada de unos 2 mètres de lado, enmarcado por columnas encajadas y molduradas, todo ello rematado por un techo abuhardillado. Los paneles de las cuatro caras están esculpidos en bajorrelieve, Marte, dios de la guerra, junto a Hygeia, diosa de la Salud, en el lado que da a la calle y jarrones decorativos en los otros tres. Las pilastras son de orden dórico.
Tres mascarons de bronce, los mismos que los de la fuente Quatre-Saisons en la rue de Grenelle, escupen agua cerca del suelo. Solo uno seguía en funcionamiento en 2012.